# 魏爾格拉本河 (齊普瑟米爾巴赫河支流)
49°47′0.72″N 11°34′18.57″E / 49.7835333°N 11.5718250°E

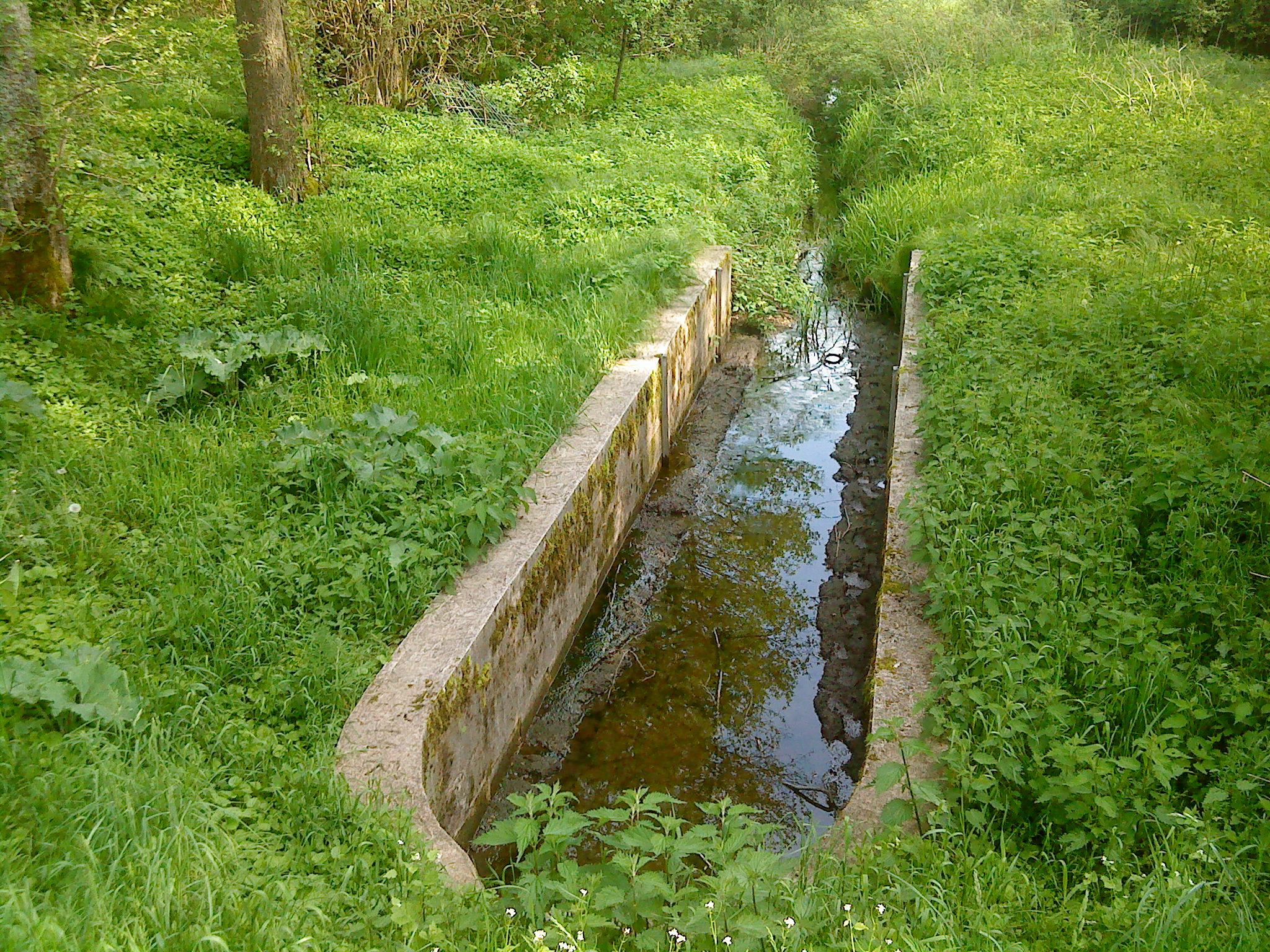

魏爾格拉本河是德國的河流，位於該國東南部，由巴伐利亞負責管轄，屬於齊普瑟米爾巴赫河的右支流，河道全長4公里，發源自克賴莫斯魏爾湖。